# Velia (geslacht)
Velia is een geslacht van wantsen uit de familie beeklopers (Veliidae). Het geslacht werd voor het eerst wetenschappelijk beschreven door Pierre André Latreille in 1804.

## Soorten
Het genus bevat de volgende soorten:

Subgenus Cesavelia: Kovak & Kemal, 2010
- Velia anderseni Tran, Zettel & Buzzetti, 2009
- Velia championi Tamanini, 1955
- Velia laticaudata Tran, Zettel & Buzzetti, 2009
- Velia longiconnexiva Tran, Zettel & Buzzetti, 2009
- Velia mitrai Basu, Subramanian & D. Polhemus, 2013
- Velia sinensis Andersen, 1981
- Velia steelei Tamanini, 1955
- Velia tomokunii J. Polhemus & D. Polhemus, 1999
- Velia tonkina D. Polhemus & J. Polhemus, 2003
- Velia yunnana Tran, Zettel & Buzzetti, 2009

Subgenus Plesiovelia Tamanini, 1955
- Velia affinis Kolenati, 1857
- Velia africana Tamanini, 1946
- Velia atlantica Lindberg, 1929
- Velia caprai Tamanini, 1947
- Velia concii Tamanini, 1947
- Velia currens (Fabricius, 1794)
- Velia eckerleini Tamanini, 1967
- Velia gridellii Tamanini, 1947
- Velia hoberlandti Tamanini, 1951
- Velia ioannis Tamanini, 1971
- Velia kiritshenkoi Tamanini, 1958
- Velia lindbergi Tamanini, 1954
- Velia maderensis Noualhier, 1897
- Velia mancinii Tamanini, 1947
- Velia mariae Tamanini, 1971
- Velia muelleri Tamanini, 1947
- Velia noualhieri Puton, 1889
- Velia pelagonensis Hoberlandt, 1941
- Velia rhadamantha Hoberlandt, 1941
- Velia sarda Tamanini, 1947
- Velia saulii Tamanini, 1947
- Velia serbica Tamanini, 1951

Subgenus Velia Latreille, 1804
- Velia cornuta Weyenbergh, 1874
- Velia major Puton, 1879
- Velia nama Drake, 1957
- Velia obenbergeri Hoberlandt, 1941